# 다카오카성

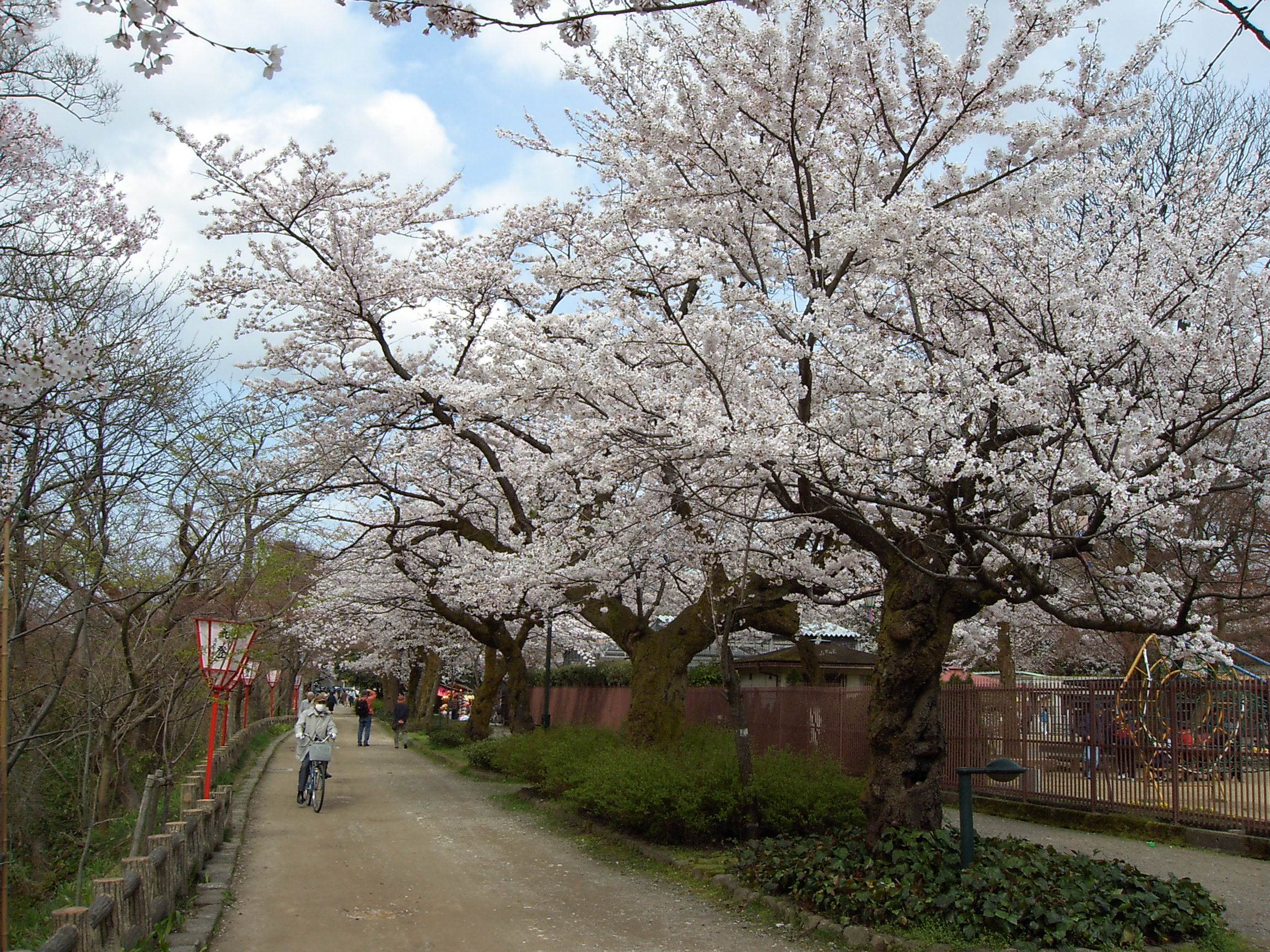

다카오카성(일본어: 高岡城 다카오카조[*])은 도야마현 다카오카시 고조에 있었던 평성이다. 현재 다카오카 고성 공원(高岡古城公園)으로 정비되어 있다.

## 역사
게이초 14년(1609년) 마에다 도시나가의 거성 도야마성이 소실되어 도시나가는 우오즈 성으로 대피하였다. 도시나가는 도쿠가와 이에야스와 쇼군 도쿠가와 히데타다에게 도야마 성의 화재를 보고하였고, 새로운 성의 축성을 허가해 줄 것을 요구하였다.
승낙을 받은 후, 도시나가는 자재조달에 오즈카 히데마사, 집행에는 가미오 유키나오에게 위임하였다. 도시나가는 우오즈 성에서 축성을 지휘했으며, 동시에 성하 마을을 조성하였다. 성의 기본 설계는 다카야마 우콘이 했다고 한다.
같은 해 음력 9월 13일 도시나가는 이곳의 이름을 세키노(関野)에서 다카오카(高岡)로 개명하고, 아직 미완성의 다카오카 성에 입성하였다. 그러나, 게이초 19년(1614년) 음력 5월 20일 도시나카는 임종하였고, 다음해인 게이초 20년(1615년) 일국 일성령으로 다카오카 성은 폐성되었다. 단, 성의 폐성에 관해서는 간에이 15년(1638년)이라는 설도 있다. 이후, 다카오카 성터에는 다수의 창고를 건립하여 관리한 것으로 보인다. 여러 설이 존재하지만, 혼마루에는 미곡창고, 소금창고 등이, 니노마루에는 관리인 처소 등이, 아키마루에는 화약고가, 산노마루에도 건물 한 채가 건립되었다고 한다. 2006년 (헤세 18년) 4월 6일 일본 100대 명성에 선정되었다.

## 구조
성곽은 혼마루(本丸), 니노마루(二の丸), 산노마루(三の丸), 아키마루(明丸), 가지마루(鍛冶丸)의 5구역으로 구성되어 있지만, 성밖에 있는 고다케야부(小竹藪)와 바이린(梅林)도 성의 구성부로 생각해봐야 한다. 고다케야부, 바이린은 당시 고조가이(御城外)로 불렸고, 고다케야부와 바이린의 당시 명칭은 불명확하다. 총면적은 약 21만 평방미터이지만, 해자가 30%인 6.3만 평방미터를 점하고 있다.

## 다카오카 고성 공원
다케오카 성터는 지역 수장인 핫토리 가주로의 조력으로 1875년(메이지 8년) 다카오카 고성 공원으로 지정되었다.
현재, 공원내에는 신사, 동물원, 시민회관, 박물관, 체육관등이 들어서 있다. 다카오카 시립 중앙도서관도 입지해 있었지만, 2004년(헤세 16년) 문을 연 윙윙 다카오카(Wing Wing 高岡)로 이전했다.
공원 안에는 23종 약 2700그루의 벚나무가 있다.

## 관광
교통
- JR 서일본 다카오카 역에서 도보로 10분 소요
- JR 서일본 엣추 나카가와 역에서 도보로 5분 소요

주위 문화시설 및 관광명소
- 시미즈 신사 (혼마루)
- 다카오카 시민회관 (니노마루)
- 다카오카 시립체육관 (산노마루)
- 다카오카 시립박물관 (가지마루)
- 다카오카 고성 공원 동물원 (아키마루)